# Tóth Ágnes (történész)
Tóth Ágnes (Akasztó, 1961) történész, egyetemi oktató, az MTA TK Kisebbségkutató Intézetének tudományos tanácsadója, a Pécsi Tudományegyetem Német Történelem és Kultúra Délkelet-Közép-Európában Alapítványi Tanszékének vezetője. Szakterülete többek között a magyarországi németek legújabb kori története. E témában írt kötetei (Telepítések Magyarországon 1945–1948 között; Pártállam és nemzetiségek; Hazatértek) fordulópontjai a téma kutatásának.

## Kutatási területek
- Magyarország és Kelet-Közép-Európa XX. századi történetén belül különösen a régió nemzetiségeinek legújabb-kori története, az egyes országok nemzetiségpolitikájának változásai, és a második világháborút követő kényszermigráció – ki-, be-, és áttelepítések
- A magyarországi nemzeti-etnikai kisebbségek 21. századi jellemzői, helyzete, az identitás és modernizáció összefüggéseinek elemzése. (Vékás Jánossal közösen.)
- Az 1956-os forradalom – elsősorban Bács-Kiskun megyei – eseményei

## Kiemelt publikációk
- Tóth Ágnes, Vékás János: Az identitás természete, In: Bárdi Nándor, Tóth Ágnes (szerk.) Önazonosság és tagoltság.: Elemzések a kulturális megosztottságról.. Budapest: Argumentum Kiadó, 2013. pp. 11-40.
- Tóth Ágnes : Rückkehr nach Ungarn 1946-1950, München: Oldenbourg Verlagsgruppe, 389 p. (Schriften des Bundesinstituts für Kultur und Geschichte der Deutschen im östlichen Europa; 43.)
- Tóth Ágnes, Vékás János: Kisebbségi elitek és önkormányzatok, In: Kovách Imre (szerk.) Elitek a válság korában: magyarországi elitek, kisebbségi elitek. Budapest: MTA Politikatudományi Intézete, MTA Etnikai-nemzeti Kisebbségkutató Intézete, Argumentum Kiadó, 2011. pp. 393-432.
- Tóth Ágnes, Vékás János: A kisebbségi közösségek társadalmi integrációjának külső és belső tényezői - a cigány kötődésűek példája, In: Bárdi Nándor, Tóth Ágnes (szerk.) Asszimiláció, integráció, szegregáció: Párhuzamos értelmezések és modellek a kisebbségkutatásban. Budapest: Argumentum Kiadó, 2011. pp. 153-208. (Tér és terep; 8.)
- Tóth Ágnes: Einige Zusammenhänge zwischen der Bodenreform und dem Wandel der Sozialstruktur im südlichen Transdanubien (1945-1949), In: Karl-Peter Krauss (szerk.) Agrarreformen und ethnodemographische Veränderungen: Südosteuropa vom ausgehenden 18. Jahrhundert bis in die Gegenwart. Stuttgart: Franz Steiner Verlag, 2009. pp. 255-280.
- Tóth Ágnes : Hazatértek, Budapest: Gondolat Kiadó, 375 p.
- Tóth Ágnes: The Hungarian State and the Nationalities, In: Tóth Ágnes (szerk.) National and Ethnic Minorities in Hungary, 1920-2001. New York: Social Science Monographs - Atlantic Research and Publications, Inc., 2005. pp. 162-200. (Atlantic Studies On Society In Change 124. Social Science Monographs; 124..)
- Tóth Ágnes Apró Erzsébet (szerk.): Pártállam és nemzetiségek (1950-1973), Kecskemét: Bács-Kiskun Megyei Levéltár, 561 p. (Forrásközlemények; 6.)
- Tóth Ágnes : Nemzetiségi népiskolák Magyarországon az 1943/44-es tanévben, Kecskemét: Bács-Kiskun Megyei Levéltár, 257 p. (Forrásközlemények; 3.)
- Tóth Ágnes : Telepítések Magyarországon 1945-1948 között, Kecskemét: Bács-Kiskun Megyei Levéltár, 221 p.[4]